# Polygonum fallax
Polygonum fallax är en slideväxtart som beskrevs av John Kunkel Small. Polygonum fallax ingår i släktet trampörter, och familjen slideväxter. Inga underarter finns listade i Catalogue of Life.